# 아이즈 오브 와칸다
《아이즈 오브 와칸다》(영어: Eyes of Wakanda)는 디즈니+에서 2025년 8월부터 방영 예정인 미국의 옴니버스 애니메이션 시리즈이다.